# Symfonie nr. 2 (Kallstenius)
Edvin Kallstenius voltooide zijn Symfonie nr. 2 op 11 augustus 1935.
Kallstenius zou vijf werken in het genre symfonie schrijven. Geen daarvan had een groot succes. Kallstenius week namelijk af van de Zweedse klassieke muziek van zijn collega’s. Dat geldt ook voor deze muziek, die behoorlijk behoudend klinkt voor een werk geschreven in de roerige tijden van de klassieke muziek van de 20e eeuw. Roch week Kallstenius met deze symfonie af van zijn eerste symfonie. Er was meer sprake van Duitse invloeden, maar dan toch voornamelijk beperkt.
Net als de eerste symfonie (en de andere drie) is het in drie delen geschreven:
- Allegro
- Adagio
- Allegro ben ritmico

Orkestratie:
- 2 dwarsfluiten, 3 hobo’s, 3 klarinetten, 2 fagotten
- 4 hoorns, 3 trompetten, 3 trombones, 1 tuba
- pauken, 1 man/vrouw percussie, 1 hapr
- violen, altviolen, celli, contrabassen